# Knäuelfrüchtige Berberitze

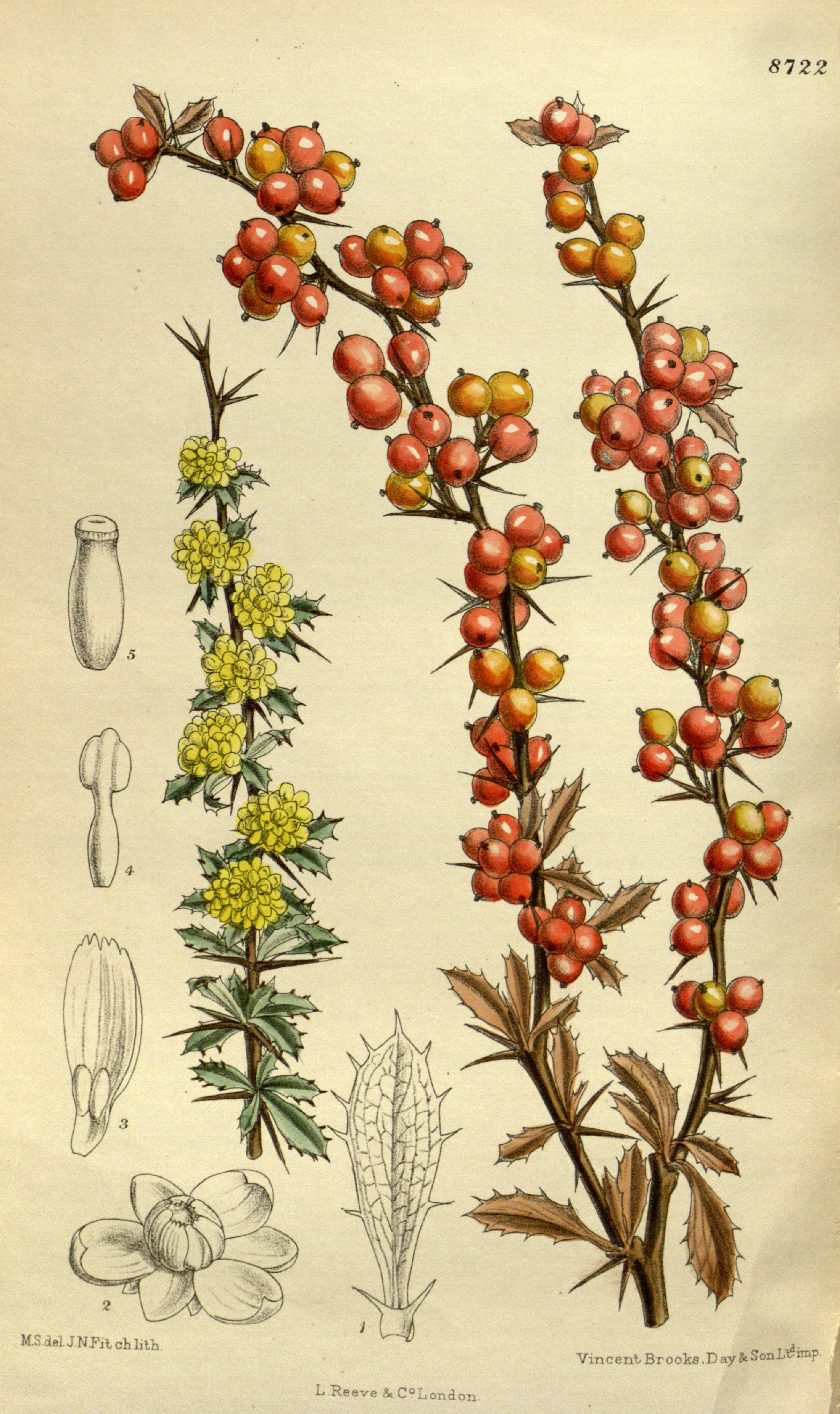
Illustration

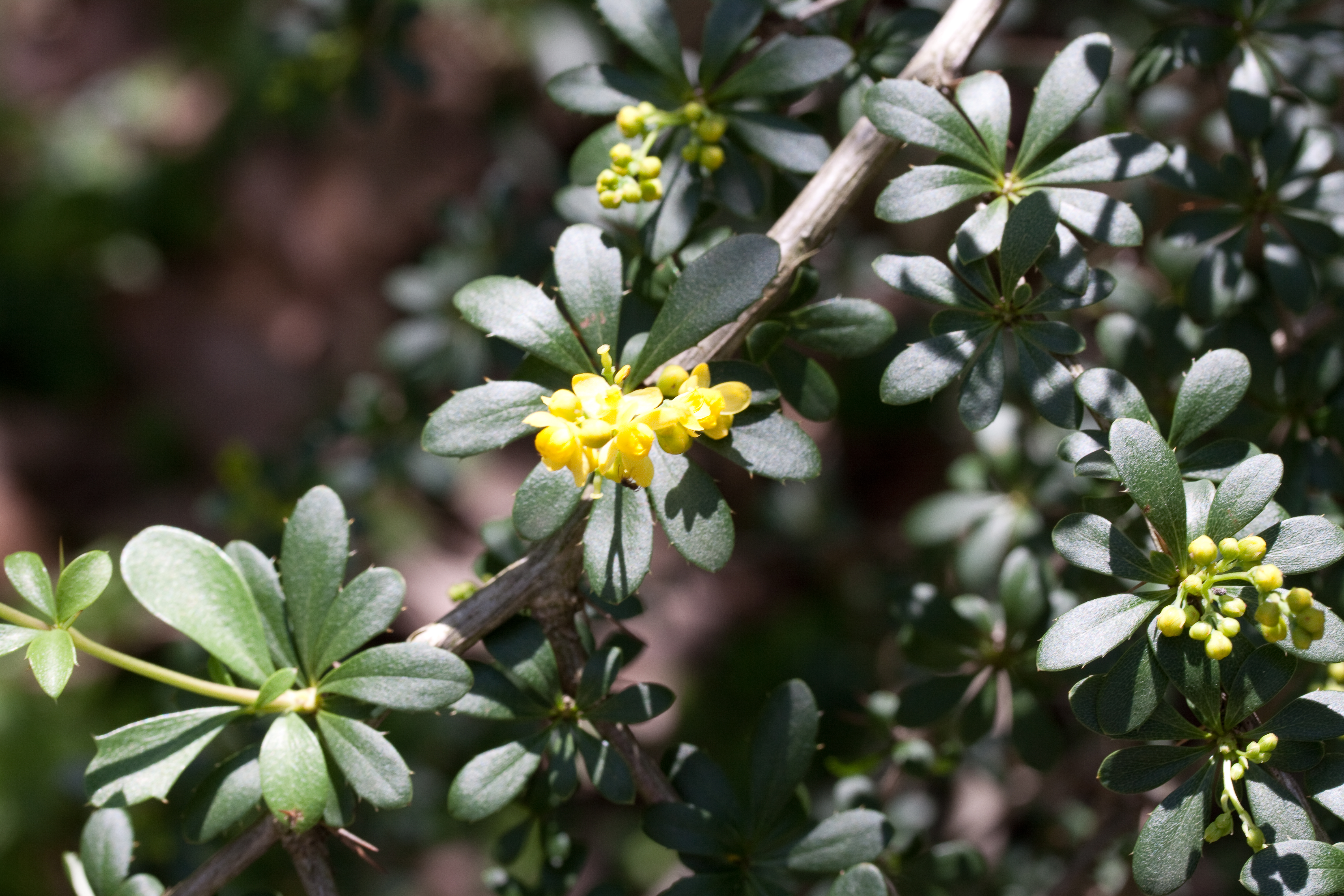
Blütenstand und Blätter

Die Knäuelfrüchtige Berberitze (Berberis aggregata), eine Pflanzenart aus der Familie der Berberitzengewächse (Berberidaceae), ist in den chinesischen Provinzen Gansu und Sichuan beheimatet.

## Beschreibung
Die Knäuelfrüchtige Berberitze, ein sommergrüner (laubabwerfender) bis halbimmergrüner Strauch, kann eine Wuchshöhe von bis zu 2–3 Meter erreichen. Die Zweige sind braun gefärbt und fein behaart, die Dornen dreiteilig, bis zu 2 Zentimeter lang. Die kurz gestielten bis fast sitzenden, oberseits olivgrünen, unterseits helleren, mehr oder weniger „bereiften“ Laubblätter sind verkehrt-eiförmig, an der Basis keilförmig, meist stachelig gesägt bis ganzrandig und bis 3 Zentimeter lang. Die Spitze ist abgerundet bis stumpf oder eingebuchtet, manchmal spitz und oft stachelspitzig. Ihre Herbstfärbung reicht von gelb bis rot.
Die kleinen, hellgelben Blüten erscheinen im Spätfrühling in fast kugeligen, achselständigen, dichten Rispen. Die kurz gestielten Blüten sind zwittrig mit 12 Blütenhüllblättern. Die zahlreichen kugeligen, 6–7 Millimeter langen, eiförmigen bis ellipsoiden Beeren mit beständigem Griffel verfärben sich von gelblich-weiß nach zinnoberrot und sind leicht „bereift“.

## Verwendung
Diese Art und ihre Sorten werden als Zierstrauch in Gärten und Parks verwendet.

## Systematik
Ein Synonym für die Art ist Berberis brevipaniculata hort. non C.K.Schneid.
- Berberis aggregata var. recurvata (C.K. Schneid.) C.K.Schneid. ist eine natürliche Varietät, die ebenfalls in China vorkommt.
- Berberis aggregata var. prattii (C.K. Schneid.) C.K.Schneid. dagegen ist ein Synonym für Berberis prattii C.K.Schneid.

Die Hybride zwischen der Knäuelfrüchtigen Berberitze und einer Varietät von Wilsons Berberitze (Berberis wilsoniae var. parvifolia Ahrendt) wird sowohl Scharlachrote Berberitze (Berberis ×carminea Ahrendt), als auch Berberis ×rubrostilla Chitt. bezeichnet.